# Monensine
La monensine est un antibiotique polyéther isolé chez Streptomyces cinnamonensis, une bactérie du genre Streptomyces. Elle est abondamment utilisée dans l'alimentation des ruminants pour prévenir la coccidiose, accroître la production d'acide propanoïque et prévenir le déplacement et le volvulus de la caillette chez les bovins.
Il s'agit d'un ionophore apparenté aux éthers couronne formant des complexes préférentiellement avec les cations métalliques monovalents tels que ceux de lithium Li+, sodium Na+, potassium K+, rubidium Rb+, argent Ag+ et thallium Tl+. La monensine peut transporter ces ions à travers les bicouches lipidiques constituant les membranes cellulaires, jouant un rôle important comme antiport Na+/H+. Elle bloque le transport protéique intracellulaire et possède, outre ses propriétés antibiotiques, une activité antipaludéenne. Les propriétés antibiotiques de la monensine proviennent directement de ses propriétés ionophores qui agissent sur tout le système endomembranaire.
Elle est toxique à haute dose, notamment chez les chevaux pour lesquels la dose létale médiane (DL50) est 100 fois moindre que pour les ruminants.

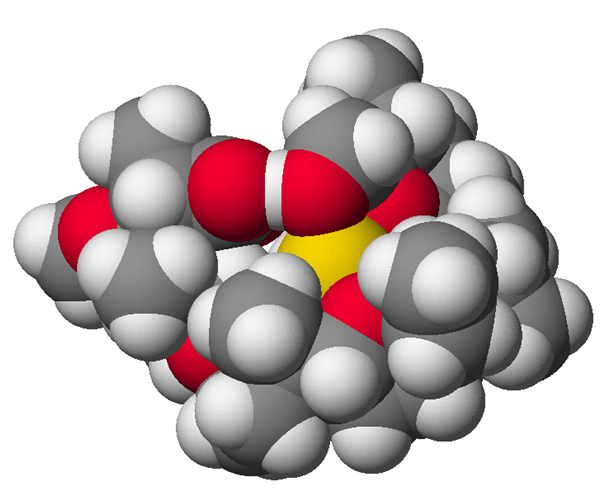
Complexe de monensine A avec Na^{+}.